# 波托茨基家族

波托茨基家族使用的波兰立陶宛联邦贵族皮瓦瓦（Piława）纹章

波托茨基家族（波蘭語：Potocki，[pɔˈtɔt͡skʲi]）是一个波兰贵族家族，它是波兰立陶宛联邦和奥属波兰最有权势的贵族之一，分为克熱紹維采和萬楚特两支，该家族拥有大片地产，主导了加利西亚地区的经济、农业。奥匈帝国治下，他们基于对哈布斯堡家族的效忠而施行着对加利西亚的实际统治。该家族至少在第二次世界大战前仍保持着权势。
波托茨基家族发源于波兰南部的克拉科夫，其家族名称源自琴斯托霍瓦附近的村庄茲羅提波托克（Złoty Potok），在齊格蒙特三世在位期间，因着扬·扎莫厄斯基的庇护而发展壮大。波托茨基在加利西亚、波多利亚和右岸烏克蘭拥有大片庄园以及城镇和不计其数的村庄。
历史上，波托茨基家族为波兰立陶宛联邦贡献了许多长老（Starosta）、督军、和军官。该家族长期受命治理乌克兰事务，并多次镇压、剿灭哥萨克的叛乱、起义。他们和摩尔达维亚的莫维勒家族有着联姻关系。
1791年波蘭改革兼中央集權的五三憲法通過後，此家族的知名領袖─斯坦尼斯瓦夫·什琴斯内·波托茨基為了破壞五三憲法並捍衛貴族傳統的地方霸權（使波蘭宛如軍閥割據般），於1792年四月組建塔戈維查聯盟，引狼入室地引導俄軍攻擊自己的祖國波蘭，可恥地造成波蘭再次被瓜分、實質上亡國的悲劇。

## 外部連結
- Castle Museum in Łańcut （页面存档备份，存于）
- Family album from about 1860-1875(Public Domain) （页面存档备份，存于）